# 米斯基鄉
44°23′N 23°51′E / 44.383°N 23.850°E
米斯基鄉（羅馬尼亞語：Comuna Mischii, Dolj），是羅馬尼亞的鄉份，位於該國西南部，由多爾日縣負責管轄，面積51平方公里，海拔高度207米，2007年人口1,656，人口密度每平方公里32人。